# ロバート・ムラセ
ロバート・カズオ・ムラセ（Robert Kazuo Murase、1938年9月9日 - 2005年7月19日）は、日系アメリカ人ランドスケープアーキテクト。ランドスケープアーキテクチャーファームであるムラセ・アソシエーツを主宰し、全体に彼の作品からは、彼が持っていた太平洋岸北西部の知性と情熱を伝えている。代表作にオレゴン州ポートランドのオレゴン日系レガシー・センターやウォーターフロントパークと北側に日系人の歴史をテーマにした日系アメリカ人史跡記念広場公園（Japanese American Historical Plaza、1991年に最高栄誉賞を受賞）など多数。伝記に、『03 Robert Murase: Stone and Water (The Land Marks Series, 2003 by Michael Leccese,Spacemaker Press ）など。

## 作品
ムラセの革新的な作品は、米国と日本、環太平洋およびカリブ海を中心に世界中に広がる。
とくにコリンズサークル（Collins Circle）など、オレゴン州ポートランドやワシントン州シアトルに多く存在する。
ポートランドのウォーターフロントパークや日系アメリカ人歴史プラザの他は、
サンバレーハウス（アイダホ州ケッチャム、1984年-1987年）や、
シアトルでは屋内でのストリームのような400フィートの流水路を提供するシアトル港の桟橋69本部などや
ワシントン州シアトルの記念庭庭園（2001年、ジュディス・ハウス・ローズと）、シアトル交響楽団コンサートホール（ダウンタウン、1997年-1998年）、ワシントン州立大学ゲイツ・ウィリアム·H·シニア・ホール（シアトル、2003年）
などがある。
晩年のプロジェクトは、インドネシアのプランバナン寺院景観計画をとりこむボロブドゥール遺跡センター、ワシントン州シアトルのセントラルウォーターフロント設計ガイドライン、オレゴン州のウィルソンヴィルタウンセンター公園、五所川原シビックコア地区整備計画、シアトルにある慰霊ベナロヤコンサートホールガーデン、などがある。
サム・B.ベネット：ロバート・ムラセ：「石と水の詩人」（「シアトル・デイリー・ジャーナル・オブ・コマース」2005年7月21日刊）によると、
プロジェクトの多くに誇りをもっていた。しかし、同僚によると、彼はポートランドのウォーターフロントに沿った日系アメリカ人歴史プラザを誇りとしていた。
他プロジェクトは以下のものがある。
- アストリアウォーターフロント再開発（オレゴン州アストリア）
- エスターショートパーク（ワシントン州バンクーバー）
- シアトル・ダウンタウン記念公園
- グースホロウ/SWジェファーソンMAXライトレール駅（オレゴン州ポートランド）
- グランドキャニオンのトランジットセンター
- トム・マッコール・ウォーターフロント公園内日系アメリカ人歴史プラザ（オレゴン州ポートランド）
- 日系アメリカ人博物館ガーデンスペース（ロサンゼルスリトルトーキョー）
- ウイルソンヴィル市メモリアル公園内ムラセ記念プラザ（オレゴン州ウィルソンヴィル）
- オレゴン科学産業博物館のbioswales（オレゴン州ポートランド）
- オレゴン・コンベンションセンターの前庭（オレゴン州ポートランド）
- シアトル港の第69桟橋
- ウィスコンシン州のセントクロア国立シーニック・リバーウェイ
- 住友ミュージアム（京都市）
- サンセット・トランジットセンター（オレゴン州ワシントン郡）
- タウンセンターパーク（オレゴン州ウィルソンヴィル）
- ベルビュー植物園内八尾ガーデン Bellevue Botanical Garden, Yao Garden（ワシントン州ベルビュー）

## 来歴
サンフランシスコで日系三世のアメリカ人として生まれるが、第二次世界大戦勃発後はユタ州の抑留キャンプで過ごす。トパーズ戦争再配置センターで両親と一緒に子として抑留された。[^LandscapeOnline.com：サイレンス・ロバートK.ムラセ、FASLAモーメント。による]
大戦後はカリフォルニアに移住し、十代のときは叔父の造園業を手伝い、石組に生涯の情熱注ごうと誓う。
その後カリフォルニア大学バークレー校に進学し、1963年にローレンスハルプリン＆アソシエイツでローレンス・ハルプリンの事務所にインターン。1965年に大学を卒業しランドスケープアーキテクチュア学位BLArchとBFA取得。
その後、カリフォルニア州サンフランシスコに構えるロバート・ロイストンのロバートロイストン·アンド·アソシエイツに所属。1967年からロイストン・ハナモト・アリー＆アベイに所属し、カリフォルニア大学バークレー校からMLAを受ける。
さらに造園分野での経験を豊かにしその経験をつむために、日本に渡り日本庭園の研究を行うため、1965年には日本に移り、京都大学で10年ほど研究と作庭経験をつむ。 
その間に寺院庭園を頻繁に触れ、水、木や石への関心を拡大。
また愛知県緑化センター植物園や明道京甲斐の仏教寺院などの庭園デザインに参画し、伝統的な日本の物と現代の機能との間の連続性を確立した成果は注目に値する。
1980年に帰国後オレゴン州ポートランドに渡り、エクボ・ディーン・オースティン＆ウィリアムズ（EDAW）の同地での業務を遂行する一方で、オレゴン州立大学造園学科でも3年間教壇に立つ。1982年、ポートランドで自身の事務所ムラセ・アソシエイツを設立。
そして第二次世界大戦の強制収容所の日系アメリカ人市民の体験を語ってポートランドの日系アメリカ人歴史プラザを生み出す。
業務は庭園から企業のキャンパスや公共のオープン・スペースに拡大、石と水で詳細な作品を作り続け、1989年にシアトルにもナイキ本社近くのヒルズボロに事務所を開設。 日本人の感性を喚起しながら、太平洋岸北西部での彼のつくりだす記念庭園は、シンプルさと瞑想的資質を組み込む。
1994年にはランドスケープアーキテクトのアメリカ協会（ASLA）のフェローに選出されているほか、アメリカ建築家協会（FAIA）シアトル支部名誉フェローに選出されている。ムラセ・アソシエイツとしても、約50のデザイン賞を受賞している。
心臓発作の合併症で66歳で死亡した。[^チャールズ・E.ブラウン：「ロバート・ムラセ(66)、造園家の記録（シアトルタイムズ。2005年7月23日）]

## デザインや影響
多くの場合、日本庭園で発見された要素を取り入れており、自分の祖先にルーツを見出している。シグニチャな材質が強く、イサム・ノグチなどの石の彫刻家からの影響を受けている。
ウォーターフロントに沿うポートランドプラザでは11万人が収容された日系アメリカ人の歴史がある所に強く影響された。（^サム・B.ベネット：ロバート・ムラセ：「石と水の詩人」（「商工シアトルデイリー・ジャーナル」2005年7月21日刊）日系アメリカ人歴史プラザの石の話に触れ、大学、博物館、他の機関での講演によって他の人に影響を与え続けた。彼は最近、デザインの基礎となる日系アメリカ人の歴史の100年をたどる本を執筆。
作品は詩的で場設計は感情的な思考プロセスに起因することが多く、精神的魂を持つ真の芸術家として知られていた。日本の伝統の影響を受け、自然の模倣要素に依拠していた。LMN建築家ジョン・Nesholmに述べた「私はいつも彼の石と水の詩人、と考えていた」
ムラセは媒体への共感関係から明らかなように、石を巧みに、かつ崇高な組成物とみなすことがよく知られている。しかし、彼は間違いなく、それを取り巻く状況にかかわらず、精神的な（例えば謎、静けさ、落ち着き、電力、根源、畏敬）感情のあふれる場を注入でより熟達させる。
これは日本の芸術的伝統の自主探査が最も顕著な作庭の十年間に起因し得る。
また、禅（その後に転機または大多数の芸術における創造等影響を与える）が栄えた16世紀日本の室町時代の芸術的伝統の影響を受けていた。
「日本庭園に魅了されたのは、日本庭園が発現する静粛性の本質にある、瞑想空虚、自然の錯覚、影、濾過した光の影響、およびその荒涼としたシンプルさ。これらの庭園はわび、どんな派手な要素が存在しない場、および謙虚さと哀愁感の感覚をもたらす。日本庭園についての暗い、神秘的な質、日本語で「有限会社」として記述することができた私たちの個人の小さな自己を超えて、発見できない未知がある。これらは、私が設計プロセス」で表現するために努力する資質の一部であると、ムラセは日本庭園の設計とプロセスへの影響について詳しく説明している。
また、雨の浸透に関してムラセは、初期のそして非常に成功したプロトタイプを対策を行っていた。ポートランドでは連続雨の年間累計期間に対応するために、その都市環境をより多孔質にする方法を試してきた。雨の浸透は都市環境の質のためにますます重要になっているが、させる必要があっても地球の表面が不浸透性の建物、道路、駐車場などで密封されているアメリカの繁華街には、歴史的に浸潤がうまくいくかもしれない場所として見られていない。しかしポートランドの密集し都市化した東岸にあるオレゴン科学産業博物館の駐車場では、タイトなサイト上の高架高速道路に隣接するため、駐車場からの流出のほとんどまたはすべて表面流出を浸透させる降雨の庭を計画したという先駆的な事例が、 "The Poetics of Stormwater,"（ Landscape Architecture , January 1999)で紹介され、以降、多くの米国のアーキテクトにも影響を与えた。

## 参考資料
- 日米ランドスケープコラボレーションの幕開け;日米ランドスケープコラボレーション協議会、1996年
- Leccese Michael : Robert Murase Stone and Water,Spacemaker Press,2005
- Randy Gragg "Three: 223 Yale at Alley 24", Architectural Record, 195: 1, 110-113, 01/2007. "Murase Associates: Garden of Remembrance ", Land Forum, 13: 52-53,